# Social manipulation
Social manipulation (social engineering) är inom IT-säkerhet metoder för att manipulera personer till att utföra handlingar eller avslöja konfidentiell information, snarare än att göra inbrott eller använda sig av tekniska crackningstekniker. Även om fenomenet liknar lurendrejeri eller bedrägeri kan termen vanligtvis tillämpas på taskspeleri eller svek i syftet att samla information, bedra eller få tillgång till datasystem. I de flesta fall möter den som utför attacken aldrig offret ansikte mot ansikte. Social manipulation har, förutom i brottsliga syften, använts av bland andra skatteindrivare, privatdetektiver och tabloidjournalister.
Som en sorts psykologisk manipulation populariserades den sociala manipulationen av Kevin Mitnick. Termen hade tidigare associerats med samhällsvetenskap, men dess användning har vidareförts till bland annat databranschen. En studie av forskare på Google som analyserade spridning av falsk antivirusprogramvara fann att uppemot 90 % av alla domäner som är involverade i spridningen använde sig av sociala manipulationstekniker.
I det engelska begreppet social engineering innefattas även att spåra passivt, det vill säga att inte manipulera det tilltänkta offret. En metod för detta utgår från att varje person har ett unikt skrivavtryck.